# Chos Malal
Chos Malal ist die Hauptstadt des gleichnamigen Departamento Chos Malal in der Provinz Neuquén im Südwesten Argentiniens. Der Ort gehört in der Klassifikation der Gemeinden der Provinz Neuquén zu den Gemeinden der 1. Kategorie. 

## Herkunft des Namens
Der Name der Stadt stammt von der Mapudungun ab. Chos Malal bedeutet Gelber Korral.

## Geschichte
Der Oberst Manuel José Olascoaga gründete Chos Malal am 4. August 1887. Sie war die Hauptstadt der Provinz Neuquén von 1887 bis 1904.

## Geografie
Der Ort ist von den Flüssen Río Neuquén und Curi Leuvú umgeben. In der Nähe von Chos Malal befindet sich die Gebirgskette Cordillera del Viento.

## Sehenswertes
Die größte Sehenswürdigkeit der Stadt ist das historische Museum Manuel José Olascoaga.

## Bevölkerung
Nach Schätzungen des INDEC stieg die Einwohnerzahl von 8.529 Einwohnern (1991) auf 11.361 Einwohner im Jahre 2001. In Chos Malal leben zurzeit (2007) etwa 15.000 Einwohner mit steigender Tendenz.

## Verkehr
Die Ruta Nacional 40 ist der wichtigste Verkehrsweg der Stadt.

## Söhne und Tochter der Stadt
- Gregorio Álvarez, Schriftsteller